# Бахфельд
Бахфельд (нім. Bachfeld) — громада в Німеччині, розташована в землі Тюрингія. Входить до складу району Зоннеберг.
Площа — 10,46 км2. Населення становить Невірний параметр metadata 16 072 001 ос. (станом на 31 грудня 2021).